# Chimica Orăștie
Chimica Orăștie este o companie producătoare de articole din plastic din România.
A fost înființată în anul 1937, sub denumirea de "Stația de încercare Astra", profilul de bază al întreprinderii fiind cel al produselor speciale, având și un sector de metalurgie necesar deservirii profilului de bază.
În prezent compania produce articole pentru grădină, navete pentru transport, repere auto și tehnice, bidoane și butoaie din plastic și matrițe pentru injecție materiale.
Chimica Orăștie produce în principal repere injectate din material plastic și matrițe de injecție pentru industria auto, fiind unul dintre furnizorii TIER 2 principali de piese și componente auto din plastic pentru grupul Dacia Renault.
În anul 1999, din Chimica s-a desprins compania Chimsports, producător de clăpari de schi pentru Salomon Group și roți de bicicletă pentru marca Mavic.
Întreaga producție a Chimsport merge către export.
În anul 2000, din Chimica s-a desprins și compania Chimplast.
Număr de angajați în 2010: 425
Cifra de afaceri în 2005: 39,3 milioane lei
Venit net în 2005: -0,08 milioane lei (pierdere)